# Gabinete Martin II
El Gobierno de Micheál Martin es el gobierno número 34 de la República de Irlanda, que comenzó el 23 de enero de 2025. El gobierno de Martin II está formado por el Fianna Fáil (FF), el Fine Gael (FG) y algunos independientes.

## Antecedentes

### Elecciones
Tras las elecciones generales del 29 de noviembre de 2024, celebradas para elegir a los 174 miembros del 34.º Dáil Éireann, el partido Fianna Fáil, liderado por Micheál Martin, obtuvo 48 escaños, mientras que Fine Gael, bajo la dirección de Simon Harris, consiguió 38 escaños. Sinn Féin logró 39 escaños y el Partido Verde quedó reducido a un único escaño. Ningún partido alcanzó la mayoría absoluta, fijada en 88 escaños, por lo que fue necesario emprender negociaciones para formar gobierno.
Tanto Fianna Fáil como Fine Gael descartaron pactar con Sinn Féin y reanudaron su cooperación, iniciada en 2020, para explorar la posibilidad de formar un segundo gobierno conjunto. Juntos sumaban 86 escaños, quedando a dos de la mayoría necesaria, por lo que se abrió una ronda de contactos con varios diputados independientes.
Las conversaciones se centraron en el denominado Regional Independent Group, encabezado por Michael Lowry e integrado por nueve diputados independientes, entre ellos los hermanos Michael y Danny Healy‑Rae. Las negociaciones se prolongaron durante diciembre de 2024 y principios de enero de 2025.
El 15 de enero de 2025, Fianna Fáil, Fine Gael y nueve independientes alcanzaron un acuerdo de coalición para formar un nuevo gobierno. El acuerdo incluyó un programa de 162 páginas con compromisos en materia de vivienda, infraestructuras, economía y servicios públicos, entre ellos la construcción de 300 000 viviendas hasta 2030. También se ratificó un mecanismo de rotación en el cargo de Taoiseach: Micheál Martin ocuparía el cargo hasta noviembre de 2027, siendo relevado posteriormente por Simon Harris.
El pacto contempló la asignación de carteras ministeriales y cargos de ministros de Estado a Fine Gael, Fianna Fáil y algunos de los independientes, así como medidas específicas para las circunscripciones de los independientes, como proyectos de infraestructuras regionales y políticas agrícolas.
El 22 de enero de 2025, la sesión inaugural del 34.º Dáil se vio interrumpida por desacuerdos sobre los derechos de intervención de los diputados independientes, lo que retrasó la votación para elegir Taoiseach. Tras alcanzarse un compromiso al día siguiente, Micheál Martin fue nominado y confirmado como Taoiseach el 23 de enero de 2025 por 95 votos contra 76. Ese mismo día, presentó su gabinete ante el Dáil y los ministros fueron ratificados por el presidente Michael D. Higgins.

## Apoyo parlamentario
| Cámara       | Candidato      | Fecha                                        | Voto |    |    |    |   |    | II | PBP/S | Ao. |   |   | Ind. | Total  |
| ------------ | -------------- | -------------------------------------------- | ---- | -- | -- | -- | - | -- | -- | ----- | --- | - | - | ---- | ------ |
| Dáil Éireann | Micheál Martin | 23 de enero de 2025 Mayoría simple requerida | Sí   | 48 |    | 37 |   |    |    |       |     |   |   | 10   | 95/174 |
| Dáil Éireann | Micheál Martin | 23 de enero de 2025 Mayoría simple requerida | No   |    | 39 |    | 9 | 11 | 5  | 3     | 2   | 1 | 1 |      | 71/174 |
| Dáil Éireann | Micheál Martin | 23 de enero de 2025 Mayoría simple requerida | Abs. |    |    | 2  | 2 |    |    |       |     |   |   |      | 4/174  |

## Gabinete Ministerial
Fianna Fáil     Fine Gael

### An Taoiseach
| Fotografía | An Taoiseach   | Período             | Período     | Partido | Partido |
| Fotografía | An Taoiseach   | Inicio              | Fin         | Partido | Partido |
| ---------- | -------------- | ------------------- | ----------- | ------- | ------- |
|            | Micheál Martin | 23 de enero de 2025 | En el cargo |         |         |

### An Tánaiste
| Fotografía | An Tánaiste  | Período             | Período     | Partido | Partido |
| Fotografía | An Tánaiste  | Inicio              | Fin         | Partido | Partido |
| ---------- | ------------ | ------------------- | ----------- | ------- | ------- |
|            | Simon Harris | 23 de enero de 2025 | En el cargo |         |         |

### Ministerios
| Ministerio | Fotografía | Titular                   | Período             | Período     | Partido | Partido |
| Ministerio | Fotografía | Titular                   | Inicio              | Fin         | Partido | Partido |
| --- | ---------- | ------------------------- | ------------------- | ----------- | ------- | ------- |
| Agricultura, Alimentación y Acuicultura |            | Martin Heydon             | 23 de enero de 2025 | En el cargo |         |         |
| Asuntos Exteriores y Defensa (2025-2025) Asuntos Exteriores, Defensa y Comercio (2025-)                                                                                   |            | Simon Harris              | 23 de enero de 2025 | En el cargo |         |         |
| Educación (2025-2025) Educación y Juventud (2025-) |            | Helen McEntee             | 23 de enero de 2025 | En el cargo |         |         |
| Educación Superior, Investigación, Innovación y Ciencia |            | James Lawless             | 23 de enero de 2025 | En el cargo |         |         |
| Empresa, Comercio y Empleo (2025-2025) Empresa, Turismo y Empleo (2025-)                                                                                                  |            | Peter Burke               | 23 de enero de 2025 | En el cargo |         |         |
| Finanzas |            | Paschal Donohoe           | 23 de enero de 2025 | En el cargo |         |         |
| Gasto Público, Ejecución del Plan Nacional de Desarrollo y Reforma (2025-2025) Gasto Público, Infraestructura, Reforma de los Servicios Públicos y Digitalización (2025-) |            | Jack Chambers             | 23 de enero de 2025 | En el cargo |         |         |
| Infancia, Igualdad, Discapacidad, Integración y Juventud (2025-2025) Infancia, Discapacidad e Igualdad (2025-)                                                            |            | Norma Foley               | 23 de enero de 2025 | En el cargo |         |         |
| Justicia (2025-2025) Justicia, Interior y Migración (2025-) |            | Jim O'Callaghan           | 23 de enero de 2025 | En el cargo |         |         |
| Protección Social, Desarrollo Rural y Comunitario (2025-2025) Protección Social, Desarrollo Rural y Comunitario y de la Gaeltacht (2025-)                                 |            | Dara Calleary             | 23 de enero de 2025 | En el cargo |         |         |
| Salud |            | Jennifer Carroll MacNeill | 23 de enero de 2025 | En el cargo |         |         |
| Transporte, Medio Ambiente, Clima y Comunicaciones (2025-2025) Transporte, Clima, Energía y Medio Ambiente (2025-)                                                        |            | Darragh O'Brien           | 23 de enero de 2025 | En el cargo |         |         |
| Cultura, Turismo, Artes, Gaeltacht, Deporte y Medios de Comunicación (2025-2025) Cultura, Comunicaciones y Deportes (2025-)                                               |            | Patrick O'Donovan         | 23 de enero de 2025 | En el cargo |         |         |
| Vivienda, Gobierno Local y Patrimonio |            | James Browne              | 23 de enero de 2025 | En el cargo |         |         |